# 横浜新田競馬場

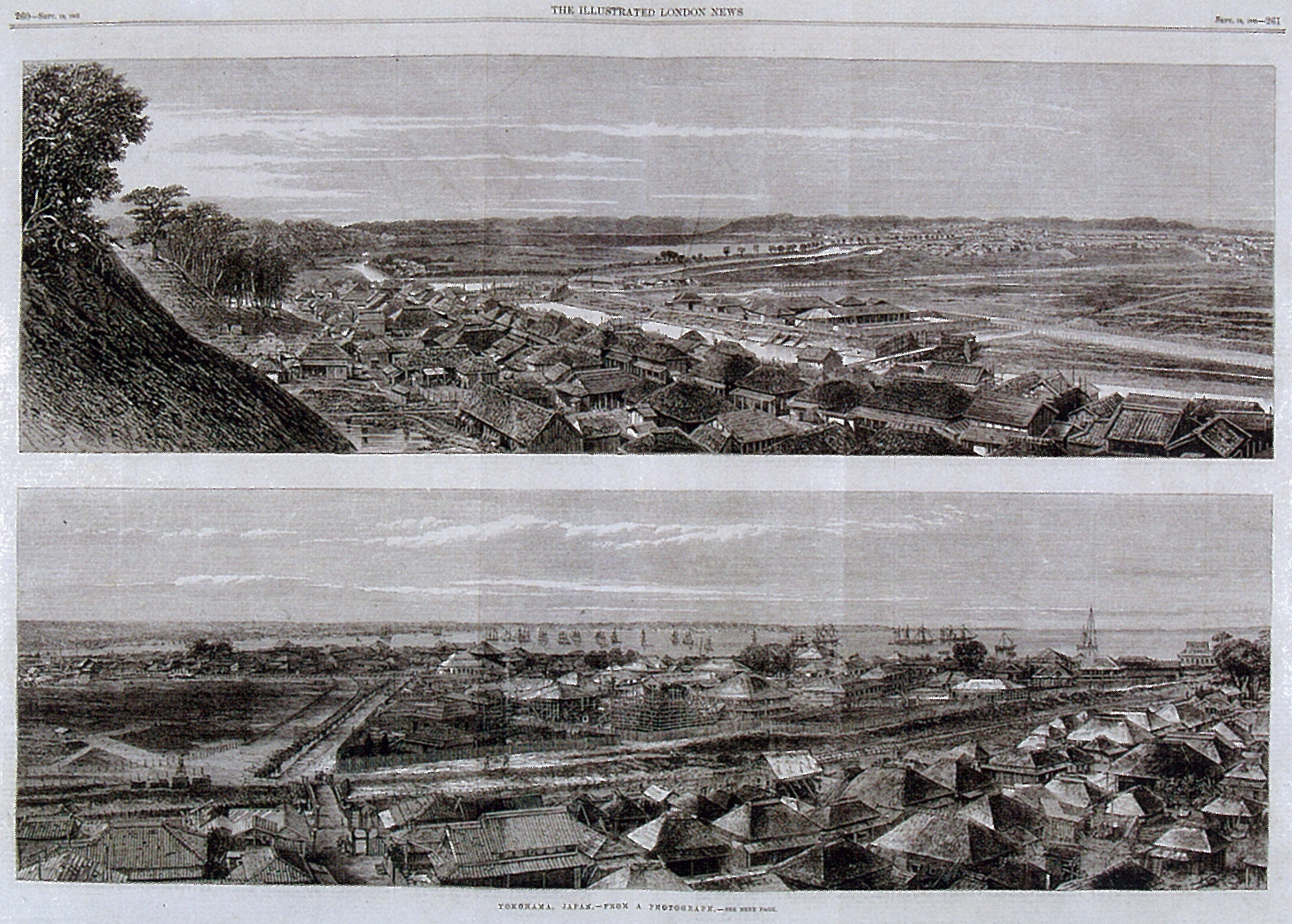
横浜新田競馬場　ウィリアム・ソーンダースの1862年の写真をもとにイラストレイテド・ロンドン・ニュース 1863.9.12号に掲載されたイラスト

横浜新田競馬場（よこはましんでんけいばじょう）は、横浜新田（現在の横浜山下町横浜中華街）に1862年（文久2年）に作られた日本初の洋式競馬場である。ただし横浜新田競馬場の施設は仮設のもので使われたのは1862年の1年だけであり、常設の洋式競馬施設としては1866年（慶応2年）横浜根岸の横浜競馬場が日本最初になる。また、競馬場で行われたものではないが日本初の洋式競馬は1860年（万延元年）に横浜で行われている。

## 横浜外国人居留地と乗馬
1858年（安政5年）の日米修好通商条約によって横浜に外国人居留地が設けられたが、外国人居留地に住む外国人は運動やレクリエーションとして、日曜などには東海道を利用して川崎付近まで馬に乗って出かけていいた（このため生麦事件が起こっている）。乗馬が日常にあるなかで、乗馬の技術を競っていくのは自然なことであり、1860年（万延元年）には居留地近くの農道を利用して馬蹄形の馬場にして競馬が行われていた。この競馬が日本初の洋式競馬とされている。1861年（万延2年・文久元年）には横浜新田の沼を埋立てた地に非公式に馬場が設けられたともいう。
また、洲千辨天社裏の西海岸（現在の横浜市中区相生町5-6丁目）の埋立地では幕府の役人たちが馬場を作って馬術の練習をし、和式競馬も行っていた。居留地外国人もこの馬場を使って競馬をおこなっていたという。しかし、民家が増え手狭になってしまった。

## 横浜新田競馬場
このように居留地近くの各所で自然発生的に非公式の洋式競馬が行われていた。しかし、それらが行われていた場所は洋式競馬用に設置された競馬場ではなかったため、居留地外国人たちの間で洋式競馬用の競馬場の建設が要望された。
1862年（文久2年）居留地のすぐそばで非公式な馬場が設けられていた横浜新田の埋立地に改めて正式に競馬場は作られた。一周は約3/4マイル（約1200メートル）、コース幅は11メートル。ゴール前の直線長さ200メートル。同年の春と秋の2回競馬が開催されたが、秋には若干コース長が短くなっている。上にあげた図版は秋のものである。この競馬場では普段は居留地外国人たちが気軽に乗馬を楽しむこともできた。アーネスト・サトウも来日した初日にさっそくこの競馬場で乗馬しているほど居留地外国人には身近なものだった。
この開催は記録が残るものの中で組織・運営規則を持って行われた洋式競馬として日本初となる。ただし、組織・運営規則の有無や馬場の公式・非公式を問わなければ洋式競馬自体の日本初は、前述の1860年のものである。

### 春の開催
横浜新田競馬場が整備されて初の競馬となる1862年5月1-2日の春の競馬はどうやら幕府には非公認で開催されたらしい。幕府が居留地外国人に横浜新田のレース・コースの設置および使用の許可を与えたのが同年6月だからである。春の開催の世話人はアスピネール・コーンズ商会のコーンズ、ロス・バーバー商会のリグビー、オランダ領事のポルスブルックといった人々で、世話人たちが審判や走路委員など競馬の実務を執り行う。馬主は24名、イギリス領事のヴァイス、横浜ホテル経営のフフナーゲル、貿易商ボイル、バーネット商会のエリスらという人々、エントリーした馬は40頭の内訳は日本在来馬25頭、アラブ馬4頭、スタッド・ブレッド1頭、マニラ馬1頭、馬種不明9頭。日本馬などのポニーはアラブ馬やスタッド・ブレッドなど体格の大きい西洋馬には競走で到底敵わなかったため、体格でホースとポニーを分けてレースを行った。
なお生麦事件では被害者は、乗り手の体格に合わせ男性3人は西洋馬、女性は日本馬に乗っていた。
春の競馬ではルールはニューマーケット・ルール（英国の競馬施行規程）に準拠して行われたと思われるが確実ではない。レースの賞金は50ドルから100ドル、ホースとポニーで番組を分け、距離も短距離レース、中距離レース、長距離レースの番組を編成した。
この当時では競走専門の馬などは無く、居留地民の乗馬用の馬や荷役馬が走り、騎手もプロの騎手などは存在せず、馬主自身が騎乗するか、馬主が親しい人間に依頼して騎乗してもらうかであった。

#### 春の競馬番組
事前に予定された番組表では初日に5レース、二日目には徒競走を含む7レースが予定された。
- 初日第一レース　騎乗速歩競走（騎乗のトロットレース）ステークス競走,距離は2周と1/8マイル、出走条件はポニーと日本馬。賞金50ドル。負担重量は馬の体高による。登録料（出走料）10ドル
- 初日第二レース　日本賞　駈足（普通の競馬）ステークス競走　1周と1/8マイル。ポニーと日本馬。賞金60ドル、負担重量は馬の体高による。登録料（出走料）5ドル
- 初日第三レース　メトロポリタン賞　駈足（普通の競馬）ステークス競走　1周と1/8マイル。出走条件はオープン、賞金100ドル　負担重量は馬の体高による。登録料（出走料）10ドル
- 初日第四レース　障害競走　ステークス競走　1周と1/8マイル、出走条件はポニーと日本馬。賞金80ドル。2フィート9インチ（約84センチ）の障害を4つ超える。負担重量は馬の体高による。登録料（出走料）10ドル
- 初日第五レース　ポニーの駈足（普通の競馬）競走　半マイル（約800メートル）賞金50ドル、出走条件は体高126.9センチ以下のポニー、登録料（出走料）5ドル

- 二日目第一レース　騎乗速歩競走（騎乗のトロットレース）ステークス競走、距離は2周と1/8マイル、出走条件はオープン。賞金50ドル。負担重量は馬の体高による。登録料（出走料）5ドル
- 二日目第二レース　チャレンジカップ　駈足（普通の競馬）ステークス競走、距離は2周と1/8マイル、出走条件はポニーと日本馬。賞金100ドル。負担重量は馬の体高による。登録料（出走料）10ドル
- 二日目第三レース　障害競走　ステークス競走　出走条件は初日の勝利馬を除くポニーと日本馬。賞金50ドル。2フィート3インチ（約68.5センチ）の障害を6つ超える。登録料（出走料）5ドル
- 二日目第四レース　婦人財嚢競走　距離は半マイル、137.1センチ以下のポニーによる駈足競走、賞金はステークス40ドルに加えて婦人たちが提供する賞金が与えられる。負担重量は馬の体高による。登録料（出走料）5ドル
- 二日目第五レース　横浜賞　距離は1周と1/8マイル、駈足競走、出走条件はポニー、賞金は75ドル。負担重量は馬の体高によるが、初日の日本賞の勝利馬は+7ポンド。登録料（出走料）5ドル
- 二日目第六レース　未勝利戦（このレースまでに勝てなかった馬による）一着賞金30ドル、二着賞金15ドル、登録料（出走料）は無料
- 二日目第七レース　別当による徒競走　距離は1周、賞金は一着2両2分、2着賞金1両3分、3着賞金1両1分（ただし競走が6人以下になった場合は3着賞金は無し）

といったようにバラエティに富んだ番組編成となっており、負担重量（ハンディ）は馬体の大きさ/体高で定められた。婦人財嚢競走は通常のステークス賞金に加えて居留地の女性たちによる寄付金と祝辞が勝利者に与えられ、結果としてもっとも多額の賞金になり、人気をもっとも集めたレースになった。2日目第7レースは横浜居留地民に雇われている日本人別当（今でいう厩務員）による徒競走（馬ではなく人間が競馬場を走る）である。日本人が走るので賞金も日本の通貨で払われた。

### 秋の開催
1862年6月には幕府から横浜新田競馬場の設置（費用は幕府の負担）と居留地外国人を代表する組織にコースの使用を許可するという通達があった。これを受けて居留地外国人はヨコハマ・レース・コミッティ (Yokohama Race Committee) を結成する。（ニッポン・レース・クラブの起源）
しかし、居留地外国人の間には横浜新田競馬場は沼を埋め立ててできたばかりで地盤が悪いため、早期に他にきちんとした競馬場を建設すべしとの声が強かった。そのためヨコハマ・レース・コミッティによる1862年秋の競馬は横浜新田競馬場で行うものの、別の場所への競馬場建設に動き出だし、幕府との交渉で横浜新田競馬場を廃止し他へ移転することに合意する。
1862年10月1-2日のヨコハマ・レース・コミッティによる横浜新田競馬は「この場所では最初で最後」として執り行われた。秋のレースの世話人はイギリス領事ヴァイスやオランダ領事のポルスブルック、居留地の経済人たちなどが務め、馬主は18名。出走馬25頭の内訳は日本馬14頭、中国馬1頭、マニラ馬2頭、アラブ馬5頭、スタッド・ブレッド2頭、馬種不明1頭で、賞金は50ドルから200ドル。秋の開催はニューマーケット・ルール（英国の競馬施行規程）に準拠し、距離別や品種別の競走を行った（春は品種別ではなく、大雑把に背の高いホースと低いポニーに分けたが、秋にはアラブとスタッド・ブレッドをホース、アジア馬はポニーと馬の品種で区別した）。春の開催時では不明だが、秋の開催時にはグランド・スタンド（簡単なメインスタンド）も設置されていた。
競馬終了後にはイギリス公使主催で夕食会も開かれている。横浜新田競馬場は仮設の施設ではあったが、居留地の有力者が集う社交の場としても機能した。

#### 秋の競馬番組
- 初日第一レース　横浜ステークス　1周と1/8マイル
- 初日第二レース　ビジターズ賞　半マイル
- 初日第三レース　横浜ダービー　3周と1/8マイル
- 初日第四レース　メトロポリタン賞　2周と1/8マイル
- 初日第五レース　未勝利馬戦　1周
- 初日第六レース　徒競走（人が走る）1周
- 二日目第一レース　バレーステークス　1周
- 二日目第二レース　外交官賞　2周と1/8マイル
- 二日目第三レース　フジヤマ賞　1周と1/8マイル
- 二日目第四レース　障害競走　2周
- 二日目第五レース　婦人財嚢競走　1周半
- 二日目第六レース　未勝利馬戦　1周と1/8マイル[20]

秋の開催でも競馬に加えて人の競走が加えられたが、秋は駐留している各国軍人が走った。秋の開催は収支記録が残っており、予約料（予約者の入場料など）4060ドル、入場料（予約者以外）40ドル、登録料（出走料）405ドル、婦人財嚢寄付金110ドル、徒競走登録料103ドルの収入合計4718ドル。支出は2139.75ドルで黒字となり、繰越金は新たな競馬場設置費用と来年のレース賞金に予定された。また、ヨコハマ・レース・コミッティは直接関与はしていないが非公式に馬券も発売されたという。

## その後と根岸まで
横浜新田競馬場の1862年春・秋の競馬は順調に開催され、秋の競馬終了後には予定通り横浜新田競馬場は廃止された。
幕府と居留地外国人の取り決めでは代替の競馬施設はすぐに設置されるはずだったが、幕府側はなかなか次の競馬場地を決められなかった。生麦事件後にも攘夷派浪人が外国人居留地周囲をうろつき不穏な雰囲気のなかで居留地外国人たちは気軽に乗馬も出来ず不満が高まるなか、幕府は居留地外国人たちの不満を解消するため、アメリカ公使プリュイン提案した後の根岸遊歩新道や競馬場を含む根岸の公園などに進展するプランを採用。日本初の本格的競馬施設横浜競馬場開設へとつながっていく。